# Čikov
Čikov är en ort i Tjeckien.   Den ligger i regionen Vysočina, i den sydöstra delen av landet, 150 km sydost om huvudstaden Prag. Čikov ligger 466 meter över havet och antalet invånare är 220.
Terrängen runt Čikov är platt.Runt Čikov är det ganska tätbefolkat, med 134 invånare per kvadratkilometer. Närmaste större samhälle är Třebíč, 19,7 km väster om Čikov. Trakten runt Čikov består till största delen av jordbruksmark.